# Straßenreinigung (Film)
Straßenreinigung (Originaltitel: N. U., was im Italienischen für Netezza Urbana steht) ist ein italienischer Dokumentarfilm von Michelangelo Antonioni in Schwarzweiß aus dem Jahr 1948.

## Inhalt
Schauplatz ist die italienische Hauptstadt im Jahr 1948 an einem Wochentag. Bei Tagesanbruch begeben sich die Straßenkehrer an ihre Arbeit. Dazwischen rasten sie kurz und setzen dann ihre Arbeit wieder fort. Man sieht nichts weiter als Straßenszenen.

## Kritik
„Eine Fingerübung eines der heute interessantesten Regisseure der Weltfilmkunst. Filmhistorisch unbedingt interessant.“